# 2000-е

## Догађаји и трендови

### Србија
- Петооктобарске промене
- Убијен Зоран Ђинђић премијер Србије у периоду 2001–2003.
- Умро Слободан Милошевић, председник Социјалистичке партије Србије, Републике Србије и Савезне Републике Југославије.
- После седам и по деценија, нестало име Југославија.
- Црна Гора обновила своју независност.
- Србија обновила своју независност.
- Привремене власти на Косову су прогласиле независност, коју Србија не признаје.

### Свет
- Напади на САД 11. септембра 2001. узрокују почетак идеолошке, војне и дипломатске кампање „Рата против тероризма”, односно ратова у Авганистану и Ираку, те низа мањих акција широм света.
- Ратови се воде још у Либану, Грузији, Мексику и Сомалији.
- Евро постао званична валута Европске уније.
- Проширење Европске уније.
- Светска економска криза.

## Култура

### Музика
- Настао је нови жанр музике у Србији који је назван поп-фолк, за који се верује да га је прва основала Индира Радић.
- Србија је победила на Евровизији 2007. године, са песмом „Молитва” Марије Шерифовић.
- Евровизија је одржана у Београду 2008. године.
- Преминуо је амерички певач, текстописац и плесач Мајкл Џексон 2009. године.

### Глума
- Почиње експанзија снимања научнофантастичних филмова, а највећу зараду има је филм Аватар из 2009. године, остваривши 2.770.208,957 америчких долара, коју је 2019. престигао филм Осветници: Крај игре.

### Технологија
- Интернет доживљава потпуну експанзију, претварајући свет у глобално село. Настају данашњи најпопуларнији сајтови, попут Фејсбука 2004, Твитера 2006, Јутјуба 2005, Википедије 2001, Скајпа 2003. итд, који вреде неколико милијарди америчких долара.
- Мобилни телефони су постали „паметни”, јер се преко њих може извршити било која активност, назвати било која особа на било ком месту и у било ком тренутку, слати СМС и ММС поруке, приступити интернету.
- Године 2007. продат је први Ајфон, који су једни од најскупљих и најлуксузнијих мобилних телефона

### Мода
- Велики помак у моди од почетка новог миленијума, за разлику од деведесетих година.